# Stille Pandemie – Der globale Kampf gegen Antibiotika-Resistenz
Stille Pandemie – Der globale Kampf gegen Antibiotika-Resistenz ist ein deutscher Dokumentarfilm von Regisseur Michael Wech und Produzent Leopold Hoesch. Die Filmpremiere fand am 14. März 2022 im Filmpalast Köln statt, am 15. März 2022 wurde der Film auf Arte ausgestrahlt. 

## Inhalt
Der Film richtet den Blick auf die schleichende, aber gefährliche Entwicklung, welche die WHO seit 2021 als „stille Pandemie“ bezeichnet: Bakterien und andere Erreger bilden schneller Resistenzen gegen bestehende Antibiotika, als neue auf den Markt kommen. Der Film analysiert, wie dieser Prozess das globale Gesundheitssystem bedroht, das auf wirksame Antibiotika angewiesen ist, benennt die Gefahren und wirft einen Blick auf die Chancen und Erfolge im Kampf gegen die Resistenzen. 

## Produktion und Vertrieb
Der Film ist eine Koproduktion von Broadview Pictures und dem ZDF und entstand in Zusammenarbeit mit Arte. 

## Festivals und Preise
- Juli 2022: Preisträger beim Impact Docs Award: Award of Excellence, Special Mention: Documentary Feature[1]

- August 2022: Nominierung beim Rhode Island International Film Festival
- Oktober 2022: Nominierung beim UNAFF (United Nations Association Film Festival, International Documentary Film Festival) 2022[2]
- Oktober 2022: Nominierung beim Chelsea Film Festival 2022[3]
- Dezember 2022: Nominierung beim Hamptons Doc Fest 2022